# Coreia do Sul nos Jogos Olímpicos de Verão de 1948
A Coreia do Sul competiu nos Jogos Olímpicos de Verão de 1948, realizados em Londres, Inglaterra.